# George Barbier

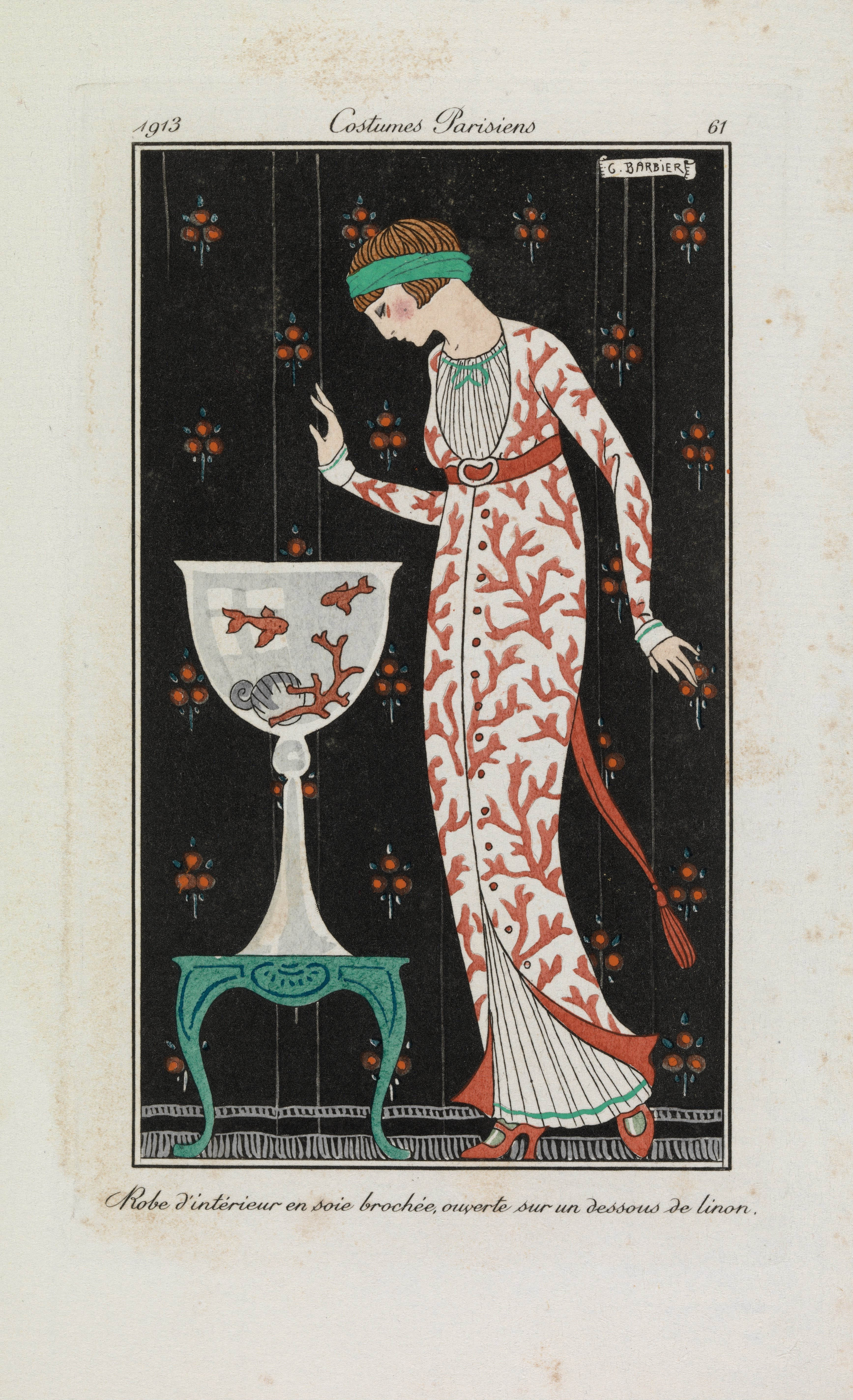
Suknia domowa z brokatowego jedwabiu. Ilustracja do Journal des Dames et des Modes, 10 Marca 1913. Chester Beatty Library

George Barbier (ur. 10 października 1882 w Nantes, zm. 1932) – francuski malarz, ilustrator i projektant mody, tworzący w stylu art déco.
Student Jean-Paul Laurensa, wystawiał od 1911, przez 20 lat prowadził grupę z École des Beaux Arts. Projektował kostiumy teatralne i baletowe, biżuterię, szkło i tapety, tworzył ilustracje i pisał eseje i artykuły do wielu prestiżowych periodyków poświęconych modzie np. Gazette du bon ton. W połowie lat 20. XX w. przygotowywał kostiumy dla Folies Bergère, Wacława Niżyńskiego i Rudolpha Valentino. Zmarł przedwcześnie u szczytu popularności w 1932.